# Pirttisaari (ö i Norra Savolax, Inre Savolax, lat 62,85, long 26,86)
Pirttisaari är en ö i Finland. Den ligger i sjön Iisvesi, Virmasvesi och Rasvanki och i kommunen Tervo i den ekonomiska regionen  Inre Savolax ekonomiska region  och landskapet Norra Savolax, i den centrala delen av landet, 300 km norr om huvudstaden Helsingfors. Öns area är 3,4 hektar och dess största längd är 0,6 kilometer i sydöst-nordvästlig riktning.